# Sorbische Hochzeit im Spreewald

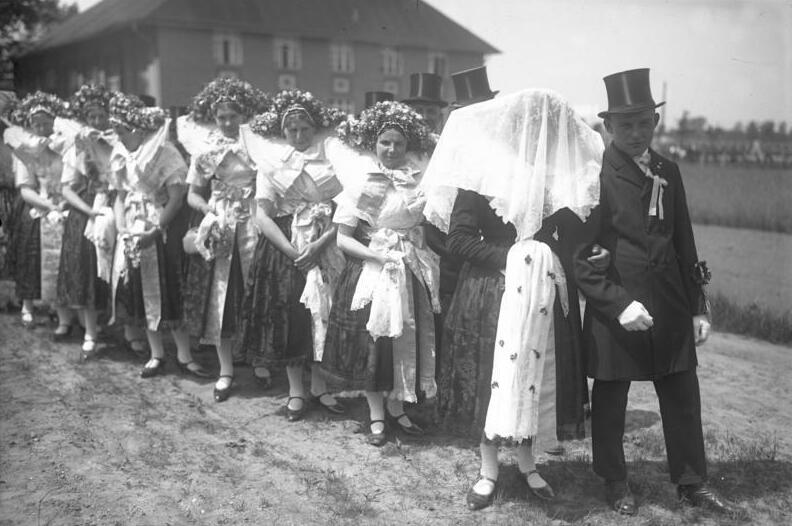
Wendischer Hochzeitszug im Spreewald 1931 mit dem Brautpaar an der Spitze

Die traditionelle sorbische Spreewaldhochzeit wurde von den Sorben/Wenden im Spreewald gefeiert. Zahlreiche Sitten und Bräuche sind mit einer sorbischen Hochzeit verknüpft und machten diese zu einem Höhepunkt für das gesamte Dorf.
Die Besonderheit einer sorbischen Hochzeit liegt in den zahlreichen praktizierten Sitten und Bräuchen, auf deren Einhaltung großen Wert gelegt wurde:
- Kleiderordnung mit speziellen Festtagstrachten
- Zusammenführen von Braut und Bräutigam
- Hochzeitszug zur Trauung
- Hochzeitsessen und
- Tanz in der Schenke

Alles folgte in einer bestimmten Reihenfolge.
Noch heute werden einige Bräuche und Traditionen in zum Teil abgewandelten Formen bei sorbischen Hochzeiten praktiziert.

## Hochzeitsvorbereitungen
Bei einer sorbischen Hochzeit ist der Hochzeitsbitter (braška, póbraška oder družba) neben dem Brautpaar die wichtigste Person. Er bereitet gemeinsam mit dem Brautpaar und den Eltern die Hochzeit vor, lädt die Gäste persönlich ein und leitet den Verlauf der Hochzeit. Heute gibt es in der Lausitz nur noch wenige, die diese zeitaufwendige Tätigkeit ausführen.

## Hochzeitstag
Den Hochzeitstag selbst verbrachten Braut und Bräutigam zunächst getrennt.
Die Hochzeitsgäste und Verwandtschaft des Bräutigams trafen sich im festlich geschmückten Haus des Bräutigams. Die Gäste wurden sowohl von den Eltern des Bräutigams als auch von diesem selbst begrüßt. Nach einer komischen Rede des Hochzeitsbitters über die Braut und das Eheleben wurden den Gästen Speisen und Getränke serviert. Oftmals bat der Bräutigam anschließend um die Vergebung seiner Sünden und wurde aus dem Elternhaus verabschiedet. Danach lud der Hochzeitsbitter die Gäste zur Fahrt zum Elternhaus der Braut um diese abzuholen. Zwei Brautdiener wurden voraus geschickt um die Ankunft anzukündigen.
Im Elternhaus der Braut traf sich die Verwandtschaft zur Verabschiedung. Die zukünftige Ehefrau bedankte sich bei ihren Eltern und Geschwistern für die vergangenen Jahre. Im Anschluss wurde der gesamte Hausrat der Braut auf geschmückte Wagen verladen und von freiwilligen Helfern zum neuen Heim (oftmals das Elternhaus des Bräutigams) gefahren.
In der Zwischenzeit kam der kleine Hochzeitszug des Bräutigams vor dem Haus der Braut an und der Hochzeitsbitter warb um die Braut. Nach einigen erfolglosen Versuchen kaufte der Hochzeitsbitter die Braut frei und überreichte diese an den Bräutigam. Im Anschluss organisierte der Hochzeitsbitter den Hochzeitszug für den Weg zur Kirche. Um 1900 wurde der Zug vom Hochzeitsbitter selbst angeführt, gefolgt vom Bräutigam und den Trauzeugen. Im Anschluss ritten die Brüder des Bräutigams. Hinter den Reitern folgten die Wagen; der erste mit Musik, vorn im zweiten Wagen saß die Mutter der Braut, dahinter saß die Braut zwischen der ersten und zweiten Brautjungfer und dahinter fanden zwei Brautdienerinnen ihren Platz. Für die übrigen Hochzeitsgäste gab es keine feste Platzordnung und sie teilten sich auf die Wagen auf.
Im Laufe der Zeit änderten sich die Reihenfolgen, zum Beispiel in folgende:
Angeführt wurde der Hochzeitszug von den Ledigen, gefolgt von Ehepaaren, Großeltern, Paten, Eltern und den Trauzeuginnen. Vor dem Brautpaar liefen die Jungfrauen, später kleine Mädchen in Festtagstracht. Diese Tradition hat bis heute in Form der Blumenkinder überlebt. Das Brautpaar selbst bildete den Abschluss des Hochzeitszuges.
Die Trauung fand je nach Religionszugehörigkeit in der Kirche statt. Im Anschluss an die Trauung begab sich der Hochzeitszug in ein Gasthaus zum Festmahl. Den Weg dorthin musste sich die Hochzeitsgesellschaft freikaufen. So hängen Kinder geschmückte Girlanden über die Straße, sodass der Zug zum Anhalten aufgefordert wurde. Erst nach Bezahlung wurde der Weg wieder freigegeben.
Im Gasthaus angekommen, bot sich der Hochzeitsgesellschaft eine festlich geschmückte und reich gedeckte Tafel. Meist bestand das Mahl aus vier Gängen. Um 1900 wurden belegte Brote serviert, gefolgt von süßem Hirsebrei, Fisch in Spreewaldsoße und abschließend Schweinebraten und Kartoffeln. Im Laufe der Zeit haben sich die traditionellen Speisen geändert und dem Lebenswandel und Gewohnheiten angepasst. Unter anderem werden heute eine traditionelle Hochzeitssuppe, gefolgt von Rindfleisch mit Meerrettichsoße und Brot, Kalbsbraten und abschließend ein Dessert gereicht. Am späten Abend gab es oftmals einen kleinen Snack bestehend aus Kaffee und Kuchen oder alternativ aus Brot und Aufschnitt. Gern wird in der heutigen Zeit um Mitternacht die sorgsam ausgewählte Hochzeitstorte serviert. An Getränken durften vor allem Bier, Wein und Schnaps nicht fehlen. Gesänge, kleine Vorträge, Gedichte und Reden dienten während des Essens der Unterhaltung.
Im Anschluss an das Hochzeitsessen zog die Hochzeitsgesellschaft, musikalisch begleitet von einer Blaskapelle, in eine Schenke. Hier wurde zum Tanz gebeten und der Brauch der Brautkranzabnahme durchgeführt. Diesen Brauch findet man heutzutage im  Brautstraußwerfen wieder. Mit dem Verschwinden der Trachten aus dem alltäglichen Leben wurde der Brauch der Brautkranzabnahme in den Schleiertanz  abgewandelt der bis heute eine gern gesehene Tradition auf Hochzeiten ist. Im sorbischen Raum vollendet der Schleiertanz die Hochzeit und die Vermählten gelten als Ehepaar. Nach der ausgiebigen Feier brachten die Brautjungfern und Brautführer das Brautpaar nach Hause und gaben ihnen Glückwünschen und Ratschläge für das Eheleben mit auf den Weg.

## Tag nach der Hochzeit
Am Tag nach der Hochzeit fand sich die Hochzeitsgesellschaft erneut im Haus der Vermählten ein und hieß die Braut in ihrem neuen Heim willkommen. Die Gäste trugen an diesem Tag anstelle der Festtagstracht bequemere Kleidung und es wurde erneut bis tief in die Nacht gefeiert.

## Kleiderordnung
Im Gegensatz zu den heutigen Brautkleidern stand bei den Hochzeitstrachten im Spreewald die Farbe schwarz im Vordergrund.
Neben einem schwarzen Rock mit schwarzer Schürze und einer besonders gearbeiteten tief ausgeschnittenen schwarzen Jacke, war vor allem der Kopfschmuck der Braut von großer Bedeutung. Je nach Region variierte dieser von großen bestickten Hauben (Lapa) über prachtvolle Mützen mit Seidenbändern oder einem Hupac, einer Anfertigung aus künstlichen Blumen (Myrten), Perlen und Seidenbändern.
Auch der Bräutigam ging, wie auch heute noch, in Schwarz. Ein Gehrock mit einem kleinen Myrtensträußchen am Rockaufschlag, eine Jacke die auch mit einem kleinen Myrtensträußchen und Bändern versehen war, sowie ein Zylinder als Kopfbedeckung kleideten den Bräutigam von damals.
Die Besonderheit der Tracht des Hochzeitsbitters stellte ein langer Degen dar. Außerdem trug er wie der Bräutigam einen mit Blumen und Bändern verzierten Zylinder sowie eine verzierte Schärpe.
Die Trachten der Brautjungfern ähnelten dem der Braut und unterschieden sich meist nur in den Farbtönen der Röcke, Seidenbänder und in den Schleifen des Kopfschmuckes. Bis auf die erste und zweite Brautjungfer, was jeweils die älteste Patin von Braut und Bräutigam war, durften sich die übrigen am Nachmittag umziehen und buntere Trachten wählen.
Die übrigen Hochzeitsgäste trugen die traditionelle Kirchgangstracht mit angesteckten bunten Sträußen auf der Brust oder am Rockaufschlag bei den Männern. Ebensolche hielten die Frauen auch in den Händen.